# Ala I Augusta Thracum

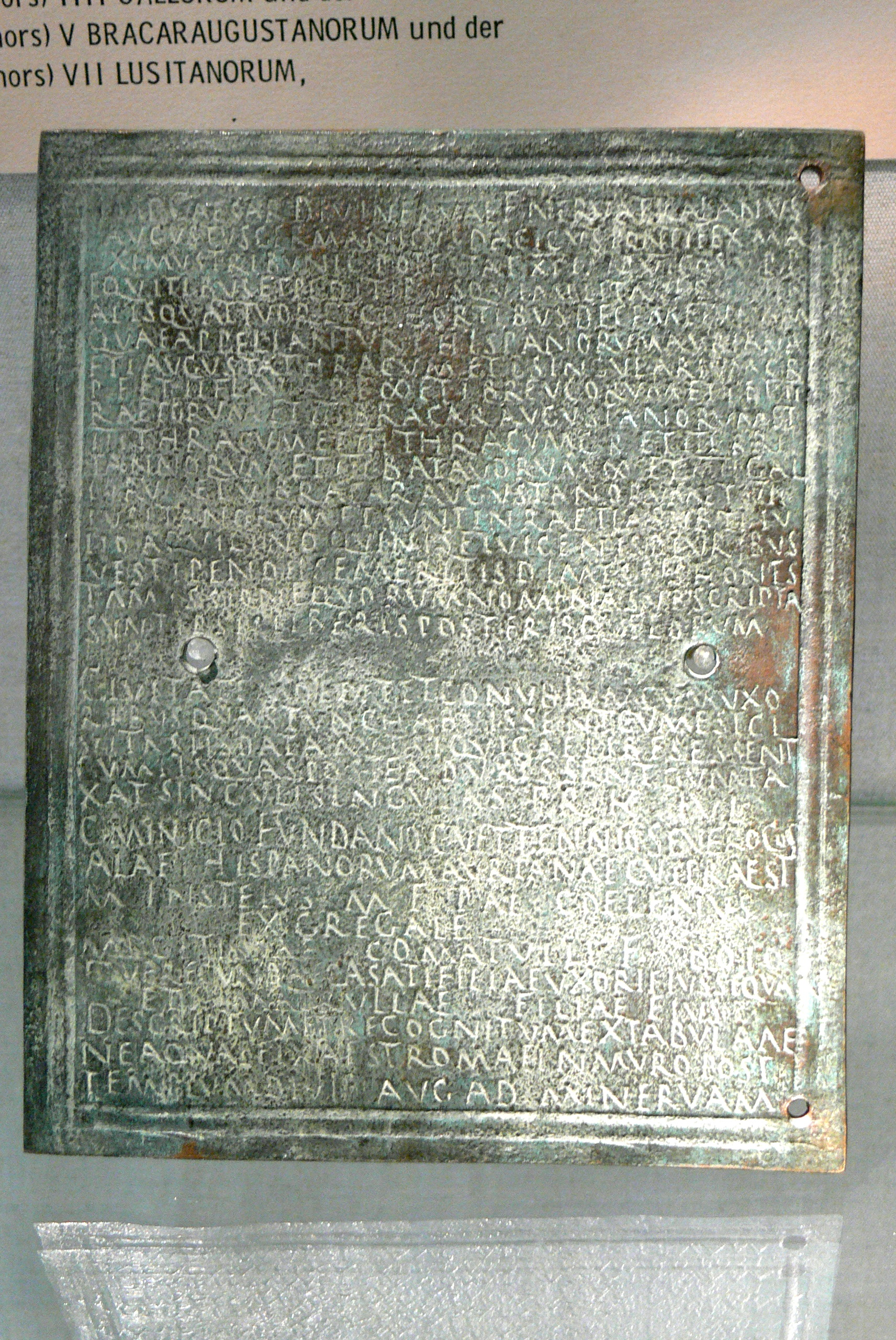
Das Militärdiplom des Mogetissa vom 30. Juni 107 n. Chr.

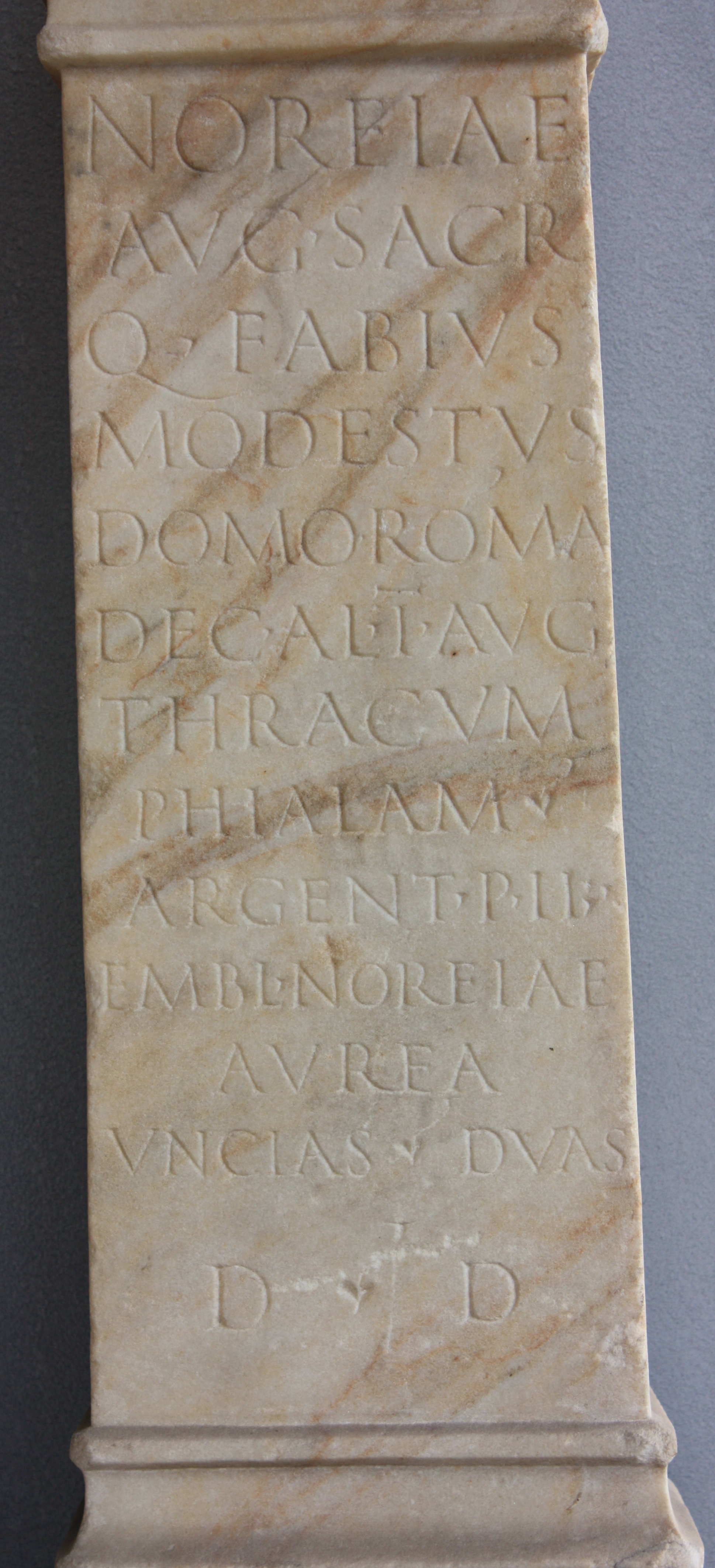
Die Weihinschrift des Quintus Fabius Modestus

Die Ala I Augusta Thracum [sagittariorum oder sagittaria] (deutsch 1. augusteische Ala der Thraker [der Bogenschützen]) war eine römische Auxiliareinheit. Sie ist durch Militärdiplome und Inschriften belegt. In einigen Inschriften wird sie als Ala Augusta bzw. Ala I Augusta bezeichnet.

## Namensbestandteile
- Augusta: die Augusteische. Die Ehrenbezeichnung bezieht sich auf Augustus.

- Thracum: der Thraker. Die Soldaten der Ala wurden bei Aufstellung der Einheit aus dem Volk der Thraker auf dem Gebiet der römischen Provinz Thrakien rekrutiert.

- sagittariorum oder sagittaria: der Bogenschützen. Der Zusatz kommt in dem Militärdiplom von 116 vor.

Da es keine Hinweise auf den Namenszusatz milliaria (1000 Mann) gibt, war die Einheit eine Ala quingenaria. Die Sollstärke der Ala lag bei 480 Mann, bestehend aus 16 Turmae mit jeweils 30 Reitern.

## Geschichte
Die Ala war in den Provinzen Syria, Raetia und Noricum (in dieser Reihenfolge) stationiert. Sie ist auf Militärdiplomen für die Jahre 86 bis 151 n. Chr. aufgeführt.
Die Anfänge und die frühe Geschichte der Einheit sind unbekannt. Sie war im 1. Jhd. n. Chr. in Syria stationiert, wo sie durch die Inschriften (AE 1930, 89, AE 1930, 90, CIL 3, 14159,1) belegt ist, die in Gerasa gefunden wurden.
Zu einem unbestimmten Zeitpunkt wurde die Einheit nach Raetia verlegt, wo sie erstmals durch ein Diplom nachgewiesen ist, das auf 86 datiert ist. In dem Diplom wird die Ala als Teil der Truppen aufgeführt (siehe Römische Streitkräfte in Raetia), die in der Provinz stationiert waren. Weitere Diplome, die auf 107 bis 116 datiert sind, belegen die Einheit in derselben Provinz.
Vermutlich um 117/121 wurde die Ala aus Raetien abgezogen und in die Provinz Noricum verlegt, wo sie erstmals durch die Inschrift (CIL 3, 5654) nachgewiesen ist, die auf 140/144 datiert ist. Durch ein Diplom ist sie 151 als Teil der Truppen in Noricum belegt.
Der letzte Nachweis der Ala beruht auf der Inschrift (CIL 3, 4812), die auf 238 datiert ist.

## Standorte
Standorte der Ala in Raetia waren möglicherweise:
- Germanicum (Kösching): Vermutlich wurde das Kastell durch die Einheit um 80 errichtet, in dem sie dann bis zu ihrem Abzug um 117/121 stationiert war.[3]

Standorte der Ala in Noricum waren:
- Augustianis (Traismauer): Die Grabsteine von Gaius Iulius Agricola und Troucleimarus sowie die Inschriften (AE 1974, 472, CIL 3, 5654) wurden hier gefunden.

## Angehörige der Ala
Folgende Angehörige der Ala sind bekannt:

### Kommandeure
| - Lucius Egnatius Quartus, ein Präfekt. Er war auch Präfekt der Cohors II Claudia sowie Praepositus der Ala I Augusta Gemina Colonorum. - Q(uintus) Attius Priscus, ein Präfekt (CIL 5, 7425). Er war auch Präfekt der Cohors I Hispanorum, der Cohors I Lusitanorum und der Cohors I Montanorum. | - Gaius Geminius Priscus, ein Präfekt (CIL 5, 6478). Er war auch Präfekt der Cohors I Breucorum. - Titus Appalius Alfinus Secundus, ein Präfekt (CIL 09, 5357). Er war auch Präfekt der Cohors IV Gallorum und Tribun der Cohors I Aelia Brittonum. |

### Sonstige
| - Aur(elius) Potitus, ein Veteran und ehemaliger Vexillarius (CIL 3, 4834) - Bellicius Statutus, ein Decurio (CIL 3, 4839) - C(aius) Iulius Agricola, ein Veteran und ehemaliger Custos armorum (CIL 3, 5655) - Chartius, ein Reiter (AE 1968, 412) - Doritses, ein Reiter (AE 1930, 89) - Fl(avius) Tacitus (CIL 3, 4812) - [Gaius] Vesperus, ein Decurio (AE 1930, 90) - Iul(ius) Octavus, ein Decurio (CIL 3, 5819) - [Iulius] Val(erius) [Tenes], ein Optio (CIL 3, 14159,1) - [M]emmius (CIL 3, 5340) | - Q(uintus) Fabius Modestus, ein Decurio (CIL 3, 4806) - Q(uintus) V[eases] (CIL 3, 14159,1) - Se(ntius) Exoratus, ein Decurio (AE 1975, 951) - Spectatius Viator, ein Decurio (AE 1975, 951) - Successus, ein Reiter (CIL 3, 5819) - Terentius, ein Decurio (AE 1930, 89) - T(itus) Ael(ius) Quartius, ein Veteran (CIL 3, 5655) - Troucleimarus, ein Reiter (AE 1950, 116) - Ulp(ius) Nativus, ein Decurio (AE 1990, 785) - Ziemices, ein Reiter (AE 1930, 90) |

## Weitere Alae mit der BezeichnungAla I Thracum
Es gab noch fünf weitere Alae mit dieser Bezeichnung:
- die Ala I Thracum (Britannia). Sie ist durch Militärdiplome von 103 bis 152 belegt und war in den Provinzen Britannia und Germania stationiert.
- die Ala I Thracum Herculana. Sie ist durch Diplome von 94 bis 206 belegt und war in den Provinzen Cappadocia, Syria und Aegyptus stationiert.
- die Ala I Thracum Mauretana. Sie ist durch Diplome von 86 bis 206 belegt und war in den Provinzen Mauretania Caesariensis, Iudaea und Aegyptus stationiert.
- die Ala I Thracum Veterana. Sie ist durch Diplome von 86 bis 192 belegt und war in den Provinzen Raetia, Pannonia superior und Pannonia inferior stationiert.
- die Ala I Thracum Victrix. Sie ist durch Diplome von 79 bis 163 belegt und war in den Provinzen Noricum und Pannonia superior stationiert.